# Caerois gerdrudtus
Espèce
Caerois gerdrudtus est une espèce de Lépidoptère de la famille des Nymphalidés et du genre Caerois.

## Dénomination
Caerois gerdrudtus a été décrit par Johan Christian Fabricius en 1793 sous le nom initial de Papilio gerdrudtus.

### Nom vernaculaire
Caerois gerdrudtus se nomme False Antirrhea en anglais.

## Description
Caerois gerdrudtus est un grand papillon, aux ailes antérieures à bord externe concave et apex pointu et aux ailes postérieures en pointe formant une queue. Le dessus des ailes est de couleur marron beige très largement suffusé de bleu avec près de l'apex des ailes antérieures un gros ocelle pupillé de blanc et (ou pas) un second à l'angle externe. Les ailes postérieures peuvent présenter une ligne submarginale de gros ocelles peu visibles.
Le revers est beige.

## Biologie

### Plantes hôtes
Les plantes hôte de sa chenille sont des Heliconia et des Musa.

## Écologie et distribution
Caerois gerdrudtus est présent présent au Costa Rica, à Panama et en Équateur.

### Protection
Pas de statut de protection particulier.

### Philatélie
Antigua a émis un timbre en 1985.